# Bikinje
Bikinje (cyr. Бикиње) – wieś w Serbii, w okręgu braniczewskim, w gminie Golubac. W 2011 roku liczyła 215 mieszkańców.